# خضرلو (شوط)
خضرلو هي قرية في مقاطعة شوط‌، إيران. يقدر عدد سكانها بـ 584 نسمة بحسب إحصاء 2016.